# ジョルジョ・ヴァンツェッタ
ジョルジョ・ヴァンツェッタ（Giorgio Vanzetta、1959年10月9日 - ）は、イタリア、トレンティーノ＝アルト・アディジェ州トレント県カヴァレーゼ出身の元クロスカントリースキー選手。1980年から2000年代にかけて国際大会で活躍した。妹ビーチェ・ヴァンツェッタもオリンピックで2つのメダルを獲得した元クロスカントリースキー選手。

## プロフィール
20歳の時にレークプラシッドオリンピック代表となり15km34位、リレー6位となった。1982年ノルディックスキー世界選手権では30km9位、このシーズンのクロスカントリースキー・ワールドカップ総合は自己最高の9位となった。
1985年ノルディックスキー世界選手権と1993年ノルディックスキー世界選手権でともにリレー銀メダル。
1992年アルベールビルオリンピックではリレーで銀メダル、パシュートと50kmで銅メダルを獲得、1994年リレハンメルオリンピックのリレーで金メダルを獲得した。この時のチーム（マウリーロ・デ・ゾルト、マルコ・アルバレーロ、シルビオ・ファウネルとヴァンツェッタ）は2006年、自国イタリアで開催されたトリノオリンピックの開会式で最終聖火ランナーのステファーニア・ベルモンドに聖火を引き渡す役を務めた。